# Henry S. Geyer
Henry Sheffie Geyer, född 9 december 1790 i Frederick, Maryland, död 5 mars 1859 i Saint Louis, Missouri, var en amerikansk politiker och advokat. Han representerade delstaten Missouri i USA:s senat 1851-1857.
Geyer studerade juridik och inledde 1811 sin karriär som advokat i Frederick. Han deltog sedan i 1812 års krig. Han flyttade 1815 till Missouriterritoriet. Han var 1820 delegat till Missouris konstitutionskonvent.
Geyer efterträdde 1851 Thomas Hart Benton som senator för Missouri. Han lämnade whigpartiet år 1855 men förblev i opposition mot demokraterna som hade regeringsmakten i USA sedan 1853. Han efterträddes 1857 som senator av Trusten Polk.
Geyer var slavägaren John F.A. Sandfords advokat i det berömda fallet Dred Scott. USA:s högsta domstol avgjorde att slavar hade ingen rätt till frihet.